# Opisthograptis praecordata
Opisthograptis praecordata är en fjärilsart som beskrevs av Eugen Wehrli 1939. Opisthograptis praecordata ingår i släktet Opisthograptis och familjen mätare. Inga underarter finns listade i Catalogue of Life.